# The very best of fripSide 2002-2006
『the very best of fripSide 2002-2006』（ザ・ベリー・ベスト・オブ・フリップサイド・トゥーサウザンドトゥー・トゥーサウザンドシックス）は、日本の音楽ユニット・fripSideが2006年7月15日に発売した第1期1作目のベストアルバム。

## 内容
オリジナルアルバム『3rd reflection of fripSide』から約1年1ヶ月ぶり（同人盤の場合）、fripSide初のベストアルバム。
『first odyssey of fripSide』から『3rd reflection of fripSide』までの既存曲の一部に加え、新曲が収録されている。
なお、同人盤と商業流通盤では収録されている楽曲や曲順が一部異なる。また、このベストアルバムが最後の同人盤となり、初の商業流通盤にもなった。

## 収録曲

### 同人盤

#### Disc1 nao Side
1. come to mind
作詞：nao、八木沼悟志
作曲・編曲：八木沼悟志
2. sky
作詞：nao、八木沼悟志
作曲・編曲：八木沼悟志
3. an evening calm
作詞・作曲・編曲：八木沼悟志
4. save me again
作詞：nao
作曲・編曲：八木沼悟志
5. nostalgia
作詞：nao、八木沼悟志
作曲・編曲：八木沼悟志
6. transitory orbit
作詞：nao、八木沼悟志
作曲・編曲：八木沼悟志
7. colorless fate
作詞：nao
作曲・編曲：八木沼悟志
8. crescendo
作詞：山下慎一狼
作曲・編曲：八木沼悟志
9. velocity -fripSide+vin-PRAD-
作詞：山下慎一狼
作曲・編曲：新井健史
10. bright days -version2005-
作詞：nao、山下慎一狼
作曲：八木沼悟志
編曲：ju-ri
11. splash emotion
作詞：nao、八木沼悟志
作曲・編曲：八木沼悟志
12. end game
作詞・作曲・編曲：八木沼悟志
13. crying moon
作詞：八木沼悟志、nao
作曲：a2c
編曲：八木沼悟志
14. distant moon
作詞・作曲・編曲：八木沼悟志

#### Disc2 sat Side
1. the chaostic world
作詞：nao、八木沼悟志、山下慎一狼
作曲・編曲：八木沼悟志
2. vanity destroyer
作詞：山下慎一狼、八木沼悟志
作曲・編曲：八木沼悟志
3. message
作詞・作曲・編曲：八木沼悟志
4. reminiscense blue
作詞・作曲・編曲：八木沼悟志
5. melody -reset+fripSide-
作詞：八木沼悟志、Tatsuo Kimura
作曲：Tatsuo Kimura
編曲：八木沼悟志
6. love to Sing
作詞・作曲・編曲：八木沼悟志
7. stellar
作詞・作曲・編曲：八木沼悟志
8. transient wind
作詞：山下慎一狼、八木沼悟志
作曲・編曲：八木沼悟志
9. absolute one
作詞：山下慎一狼、八木沼悟志
作曲・編曲：八木沼悟志
10. colors of summer dream
作詞：nao、八木沼悟志
作曲・編曲：八木沼悟志
11. planet illusion
作詞：山下慎一狼、八木沼悟志
作曲：新井健史(vin-PRAD)、八木沼悟志
編曲：八木沼悟志
12. be sure... -album mix-
作詞・作曲・編曲：八木沼悟志
13. belief
作詞・作曲・編曲：八木沼悟志
14. your ocian -azure reproduct mix-
作詞：nao
作曲：八木沼悟志
編曲：masa

### 商業流通盤

#### Disc1 nao Side
1. Red -reduction division- [4:33]
作詞：作曲・編曲：八木沼悟志
2. sky [5:34]
作詞：nao、八木沼悟志
作曲・編曲：八木沼悟志
3. an evening calm [5:51]
作詞・作曲・編曲：八木沼悟志
4. save me again [5:18]
作詞：nao
作曲・編曲：八木沼悟志
5. nostalgia [5:18]
作詞：nao、八木沼悟志
作曲・編曲：八木沼悟志
6. transitory orbit [5:30]
作詞：nao、八木沼悟志
作曲・編曲：八木沼悟志
7. colorless fate [6:12]
作詞：nao
作曲・編曲：八木沼悟志
8. crescendo [4:36]
作詞：山下慎一狼
作曲・編曲：八木沼悟志
9. velocity -fripSide+vin-PRAD- [3:58]
作詞：山下慎一狼
作曲・編曲：新井健史
10. bright days -version2005- [5:31]
作詞：nao、山下慎一狼
作曲：八木沼悟志
編曲：ju-ri
11. splash emotion [4:26]
作詞：nao、八木沼悟志
作曲・編曲：八木沼悟志
12. come to mind [5:24]
作詞：nao、八木沼悟志
作曲・編曲：八木沼悟志
13. crying moon [6:06]
作詞：八木沼悟志、nao
作曲：a2c
編曲：八木沼悟志
14. distant moon [5:07]
作詞・作曲・編曲：八木沼悟志

#### Disc2 sat Side
1. the chaostic world [5:05]
作詞：nao、八木沼悟志、山下慎一狼
作曲・編曲：八木沼悟志
2. vanity destroyer [4:33]
作詞：山下慎一狼、八木沼悟志
作曲・編曲：八木沼悟志
3. message [5:41]
作詞・作曲・編曲：八木沼悟志
4. reminiscense blue [4:13]
作詞・作曲・編曲：八木沼悟志
5. melody -reset+fripSide- [6:08]
作詞：八木沼悟志、Tatsuo Kimura
作曲：Tatsuo Kimura
編曲：八木沼悟志
6. true eternity [4:07]
作詞・作曲・編曲：八木沼悟志
7. stellar [5:31]
作詞・作曲・編曲：八木沼悟志
8. transient wind [5:13]
作詞：山下慎一狼、八木沼悟志
作曲・編曲：八木沼悟志
9. absolute one [5:22]
作詞：山下慎一狼、八木沼悟志
作曲・編曲：八木沼悟志
10. love to Sing [4:42]
作詞・作曲・編曲：八木沼悟志
11. planet illusion [4:22]
作詞：山下慎一狼、八木沼悟志
作曲：新井健史、八木沼悟志
編曲：八木沼悟志
12. belief [5:30]
作詞・作曲・編曲：八木沼悟志
13. your ocian -azure reproduct mix- [5:23]
作詞：nao
作曲：八木沼悟志
編曲：masa
14. Red -reduction division- (sat vs tkm RMX) [5:49]
作詞・作曲：八木沼悟志
編曲：岡本拓三、八木沼悟志

## 参加ミュージシャン
fripSide
- nao：vocals
- 八木沼悟志：programing & synthesizer、chorus、guitar

Additional Musician
- 岡本拓三：programing
- masa (azure)：chorus、wind synthesizer
- a2c (MintJam)：guitar
- maya：guitar
- 戸口田隆広 (face)：guitar
- keigo：A.guitar
- mika (vin-PRAD)：vocal
- Yumi (reset)：vocal
- Kikuzo (wave)：rap

## タイアップ
- Windows 98/Me/2000/XP専用ゲームソフト『彼女たちの流儀』主題歌 (商業流通盤 Disc1 #1)
- Windows 98/Me/2000/XP専用ゲームソフト『彼女たちの流儀』エンディングテーマ (商業流通盤 Disc2 #6)